# Katsushika
Katsushika (葛飾区, Katsushika-ku) és un municipi i districte especial de Tòquio, a la regió de Kantō, Japó.

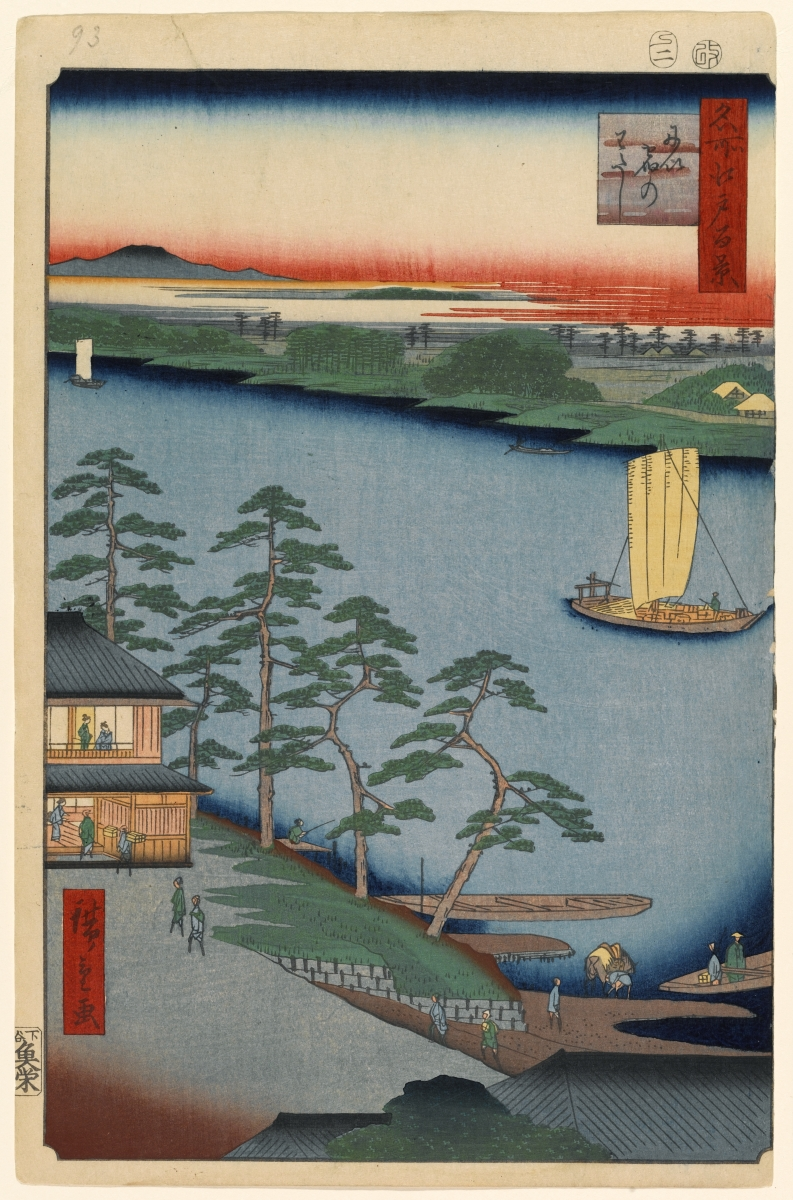
Vista de Katsushika durant el període Edo

Katsushika ha estst escenari de diverses i conegudes obres de ficció, com ara el manga i anime KochiKame, la saga de pel·lícules "És dur ser un home" (Otoko wa Tsurai yo) i el manga i anime de Captain Tsubasa està també inspirat en Katsushika, d'on és el seu autor.

## Geografia

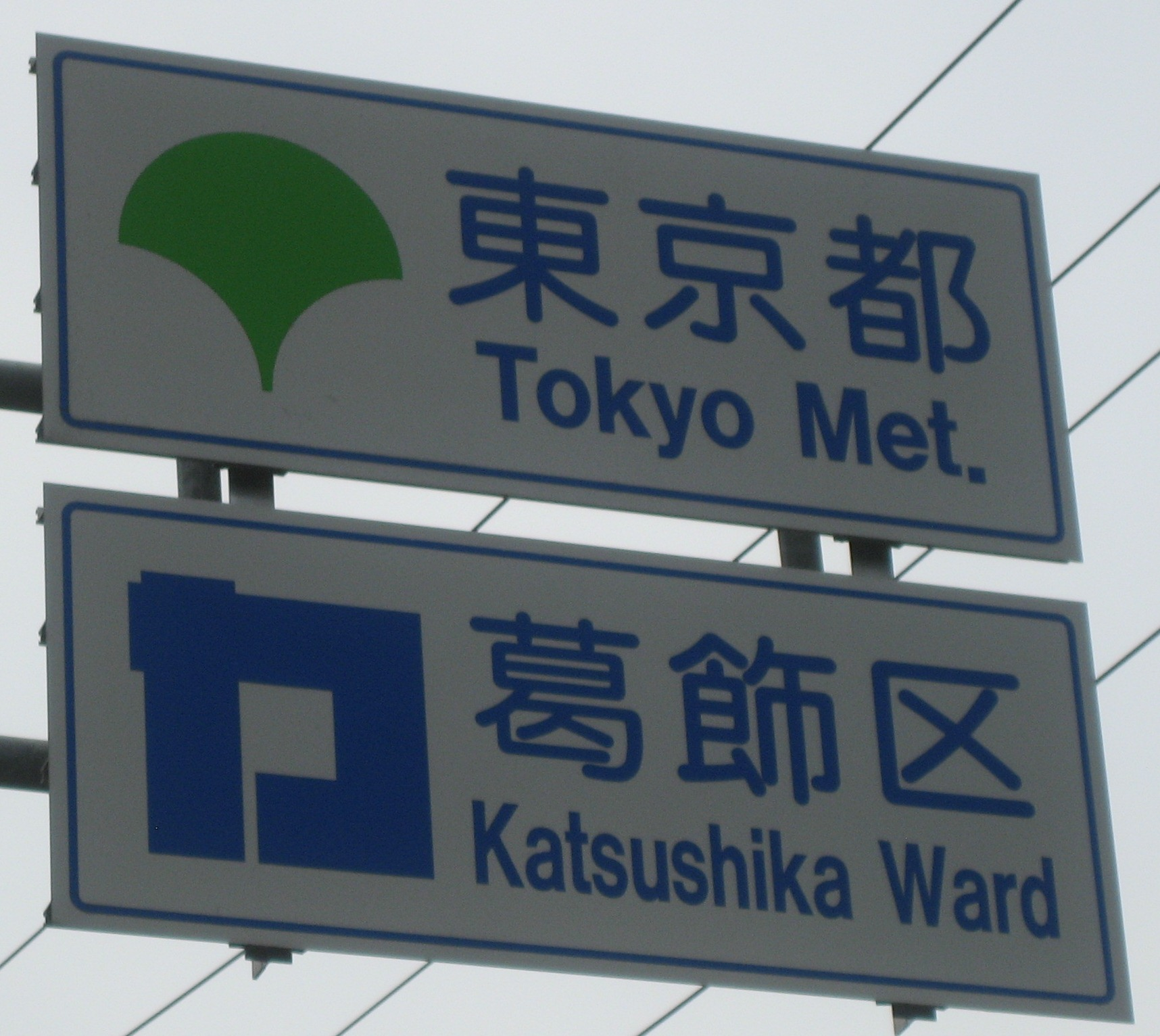
Katsushika, entrada oriental a Tòquio

El districte especial de Katsushika es troba al cantó nord més oriental de tot Tòquio. Per Katsushika passen els rius Edo, Ara, Ayase i Naka. L'ajuntement del districte es troba al barri de Tateishi. El terme de Katsushika limita amb els de Misato i Yashio (a la prefectura de Saitama) al nord; amb Matsudo (a la prefectura de Chiba) a l'est; amb Edogawa al sud i amb Adachi i Sumida a l'oest.

### Barris
Els barris d'Edogawa són els següents:
- Aoto (青戸)
- Okudo (奥戸)
- Ohanajaya (お花茶屋)
- Kanamachi (金町)
- Kanamachijōsuijō (金町浄水場)
- Kamakura (鎌倉)
- Kameari (亀有)
- Kosuge (小菅)
- Shibamata (柴又)
- Shiratori (白鳥)
- Shin-Koiwa (新小岩)
- Takasago (高砂)
- Takara-machi (宝町)
- Tateishi (立石)
- Niijuku (新宿)
- Nishi-Kameari (西亀有)
- Nishi-Shin-Koiwa (西新小岩)
- Nishi-Mizumoto (西水元)
- Higashi-Kanamachi (東金町)
- Higashi-Shin-Koiwa (東新小岩)
- Higashi-Tateishi (東立石)
- Higashi-Horikiri (東堀切)
- Higashi-Mizumoto (東水元)
- Higashi-Yotsugi (東四つ木)
- Hosoda (細田)
- Horikiri (堀切)
- Mizumoto (水元)
- Mizumoto-kōen (水元公園)
- Minami-Mizumoto (南水元)
- Yotsugi (四つ木)

## Història
El nom de "Katsushika" el trobem ja a la denominació del ja desaparegut districte de Katsushika, una divisió administrativa de l'antiga província de Musashi i que estigué en vigor des del període Nara fins a la fi del període Edo. Com es pot suposar, el territori de l'actual districte especial de Katsushika formava part d'aquesta antiga subdivisió provincial. L'any 1879, el districte de Katsushika es va dissoldre, dividint-se en els nous districtes de Minami-Katsushika o "Katsushika Sud", a l'antiga prefectura de Tòquio; Kita-Katsushika o "Katsushika Nord" i Naka-Katsushika o "Katsushika Centre", a la prefectura de Saitama; Higashi-Katsushika o "Katsushika Est", a la prefectura de Chiba i Nishi-Katsushika o "Katsushika-Oest", a la prefectura d'Ibaraki. D'aquests districtes, l'únic que encara, a l'any 2021, existeix és el de Kita-Katsushika.
Durant un breu intèrval de temps entre els anys 1869 i 1871, el territori de l'actual Katsushika formà part de la breu prefectura de Kosuge, nom que actualment porta un dels barris de Katsushika. Amb l'establiment de l'actual sistema de municipis, l'1 de maig de 1889 es crearen dins de Minami-Katsushika els municipis de Niijuku, Kanamachi, Okudo, Mizumoto, Kameao, Minami-Ayase i Honda, molts dels quals encara es mantenen com a barris.
Els municipis es mantingueren independents fins que, l'1 d'octubre de 1932, l'antiga ciutat de Tòquio absorbí el districte de Minami-Katsushika amb tots els seus municipis, formant l'actual districte urbà de Katsushika. Quan la ciutat de Tòquio fou dissolta l'1 de juliol de 1943, Katsushika va passar a ser un districte especial, figura legal prevista en la llei de fusió entre la prefectura i municipi de Tòquio i que després seria ratificada el 3 de maig de 1947 amb la llei d'autonomia local i l'any 2000, quan l'Assemblea Metropolitana de Tòquio va decidir atorgar als districtes especials els idèntics drets que a un municipi comú.

## Administració

Logo de l'ajuntament de Katsushika

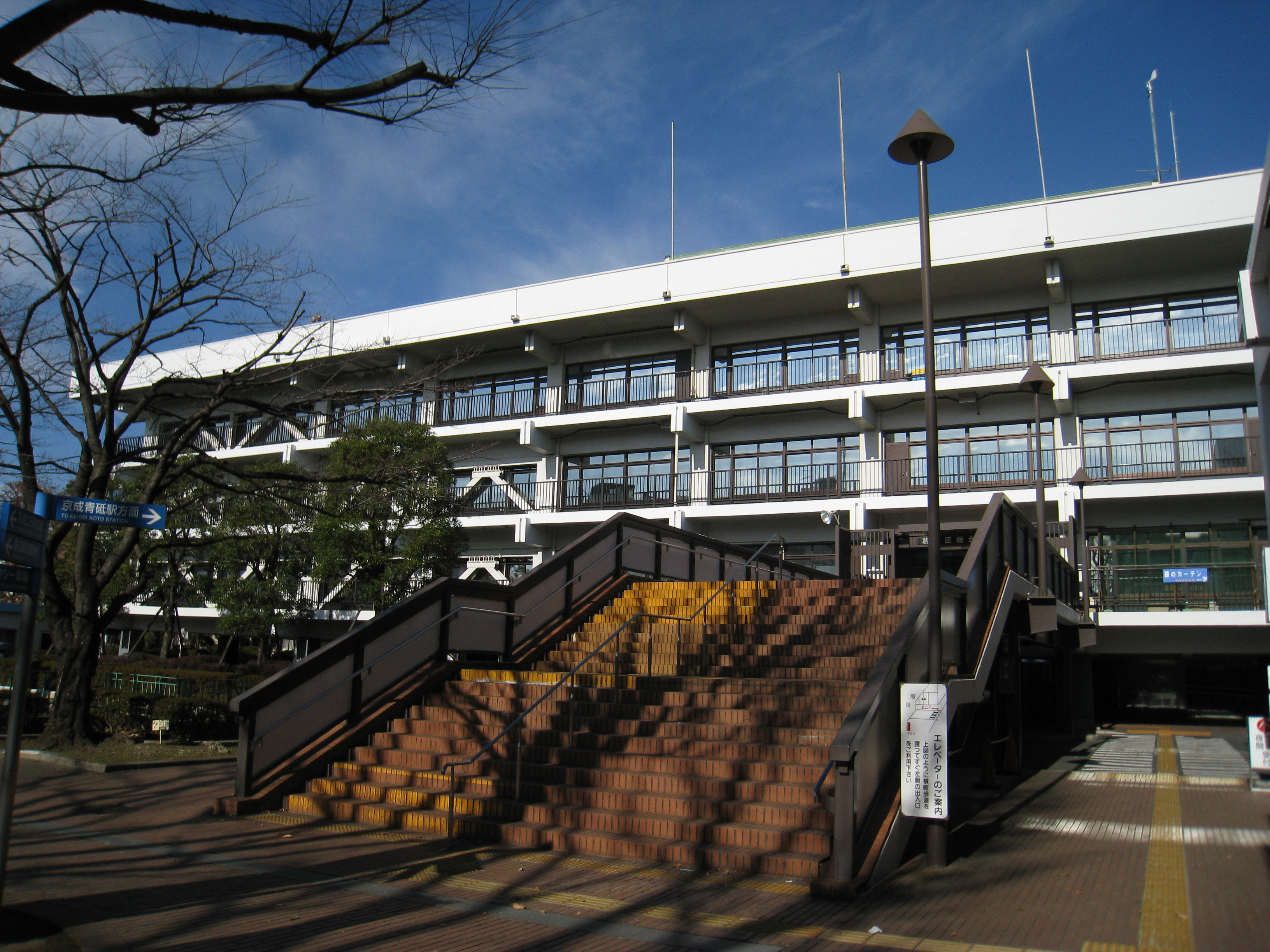
Ajuntament de Katsushika

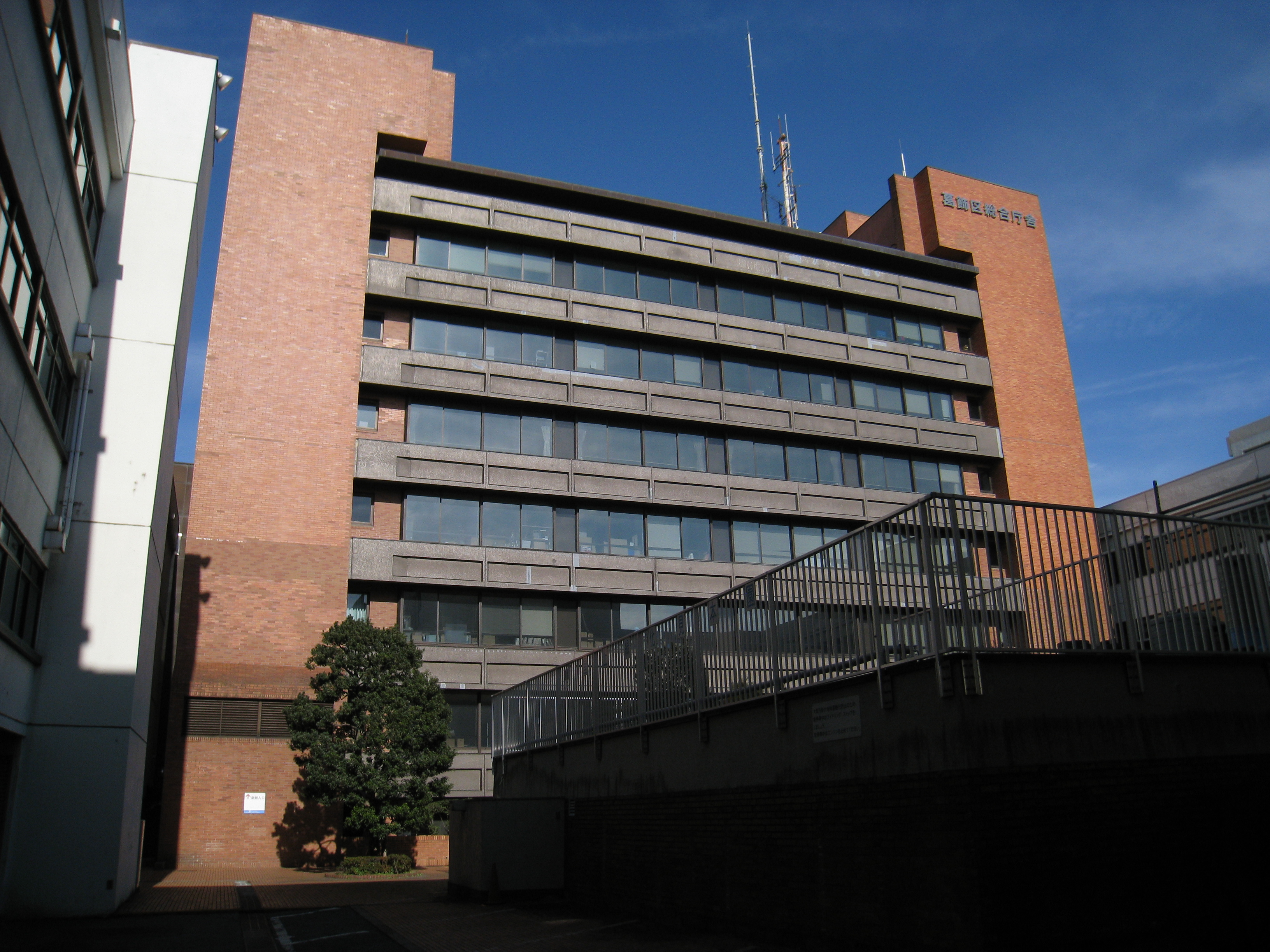
Nou ajuntament de Katsushika

### Alcaldes
- Tokutarō Takahashi (1932-1936)
- Kotojirō Hasuda (1936-1938)
- Kazuo Tanaka (1938-1940)
- Chōzaburō Tajima (1940-1942)
- Ikuichi Akahane (1942-1945)
- Giichi Shikatani (1945-1945)
- Sakumatsu Takahashi (1945-1955)
- Kōnosuke Ogawa (1955-1978)
- Takeo Kohinata (1978-1992)
- Harumi Deguchi (1992-1993)
- Isamu Aoki (1993-2009)
- Katsunori Aoki (2009-present)

### Assemblea
| Assemblea de Katsushika (2017-2021) | Assemblea de Katsushika (2017-2021) | Assemblea de Katsushika (2017-2021) | Assemblea de Katsushika (2017-2021) |
| PR: Toyoe Akimoto (PLD)             | PR: Toyoe Akimoto (PLD)             | VP: Tatsuya Koyama                  | VP: Tatsuya Koyama                  |
| Grups polítics                      | Grups polítics                      | Grups polítics                      | Regidors                            |
| ----------------------------------- | ----------------------------------- | ----------------------------------- | ----------------------------------- |
|                                     | Partit Liberal Democràtic           | PLD                                 | 12 / 40                             |
|                                     | Kōmeitō                             | KMT                                 | 9 / 40                              |
|                                     | Partit Comunista del Japó           | PCJ                                 | 5 / 40                              |
|                                     | Independents                        | Ind                                 | 5 / 40                              |
|                                     | Partit Democràtic Constitucional    | PDC                                 | 1 / 40                              |
|                                     | Els Toquiòtes Primer                | ET1                                 | 1 / 40                              |
|                                     | Partit Popular del Japó             | PPJ                                 | 1 / 40                              |
|                                     | Partit Anti NHK                     | NHK                                 | 1 / 40                              |

## Demografia
| 1920    | 1930    | 1940    | 1950    | 1960    | 1970    | 1980    |
| ------- | ------- | ------- | ------- | ------- | ------- | ------- |
| 27.276  | 76.766  | 153.041 | 244.832 | 376.668 | 462.954 | 420.187 |
| 1990    | 2000    | 2010    | 2020    | 2030    | 2040    | 2050    |
| 424.801 | 421.519 | 442.848 | 453.410 | -       | -       | -       |

## Transport

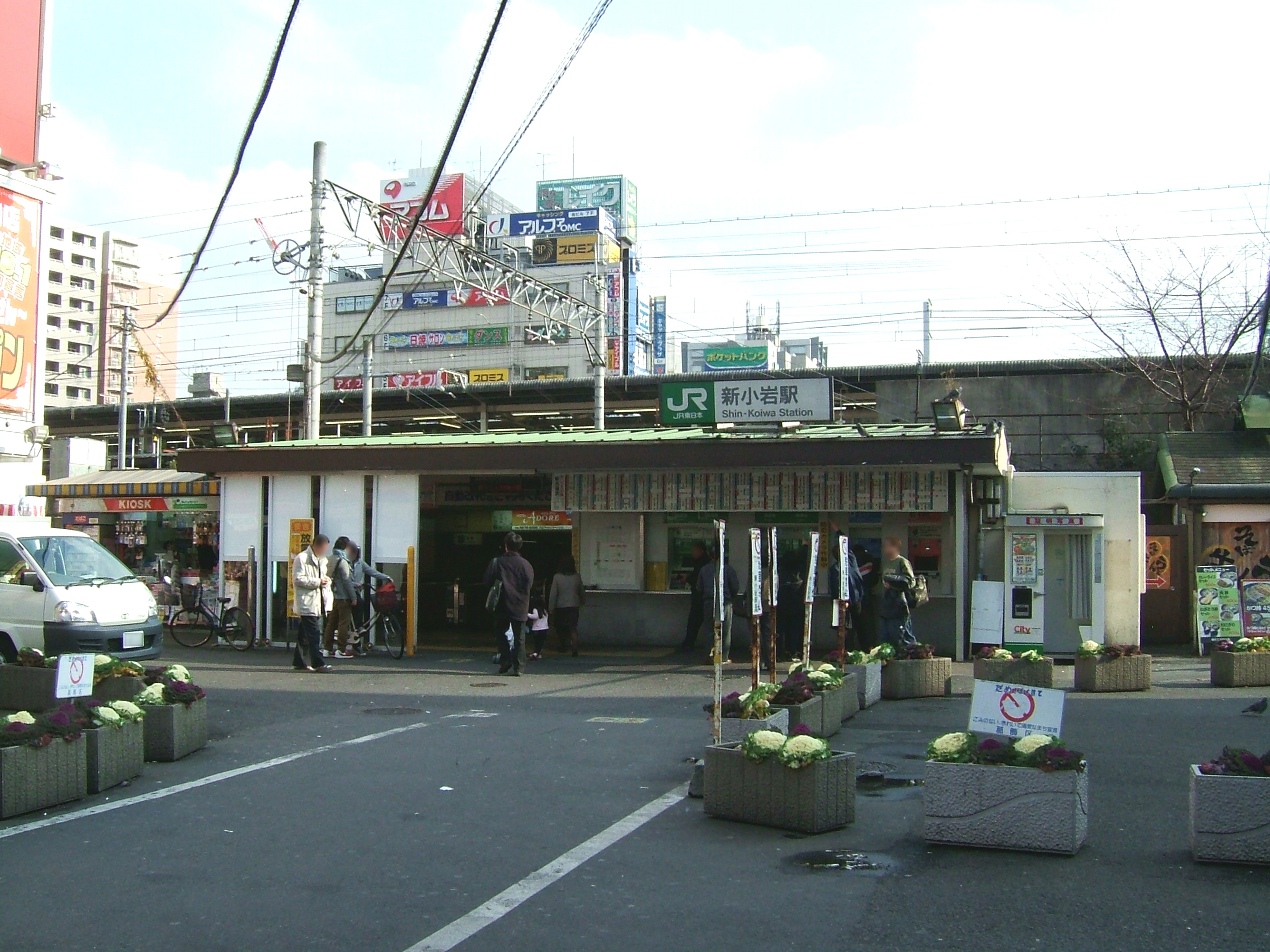
Estació de Shin-Koiwa

### Ferrocarril
- Companyia de Ferrocarrils del Japó Oriental (JR East)
  - Kameari - Kanamachi - Shin-Koiwa
- Ferrocarril Elèctric de Tòquio-Narita (Keisei)
  - Horikiri-Shōbuen - Ohanajaya - Aoto - Keisei-Takasago - Yotsugi - Keisei-Tateishi - Shibamata - Keisei-Kanamachi
- Ferrocarril Hokusō
  - Keisei-Takasago - Shin-Shibamata

### Carretera
- Autopista Metropolitana (Shuto)
- N-6 - N-298
- TK-307 - TK-314 - TK-451 - TK-467

## Agermanaments

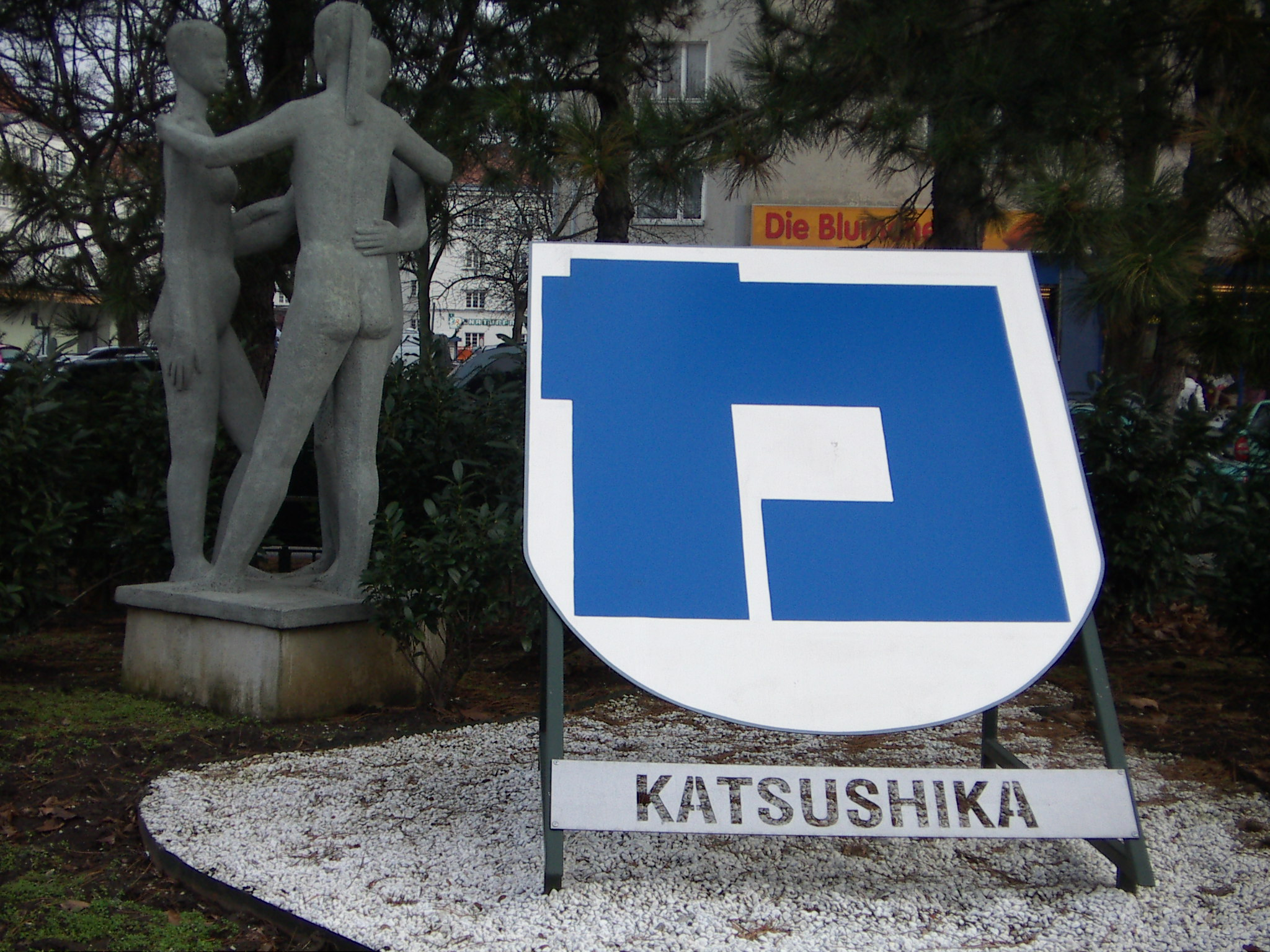
Escut de Katsushika a Floridsdorf, Viena, Àustria.

- Floridsdorf, Viena, Àustria.[5] (2 de novembre de 1987)
- Fengtai, Pequín, RPX.[6] (12 de novembre de 1992)
- Mapo, Seül, república de Corea.[7] (12 de novembre de 2015)
- Estat de Penang, Malàisia.

## Ciutadans il·lustres
- Osamu Akimoto (1952)
- Kazunari Ninomiya (1983)